# 341 km (obwód moskiewski)
341 km (ros. 341 км) – przystanek kolejowy w miejscowości Malino, w rejonie stupińskim, w obwodzie moskiewskim, w Rosji. Położony jest na Wielkim Pierścieniu Kolei Moskiewskiej.